# جی جگات ۲۰۲۰

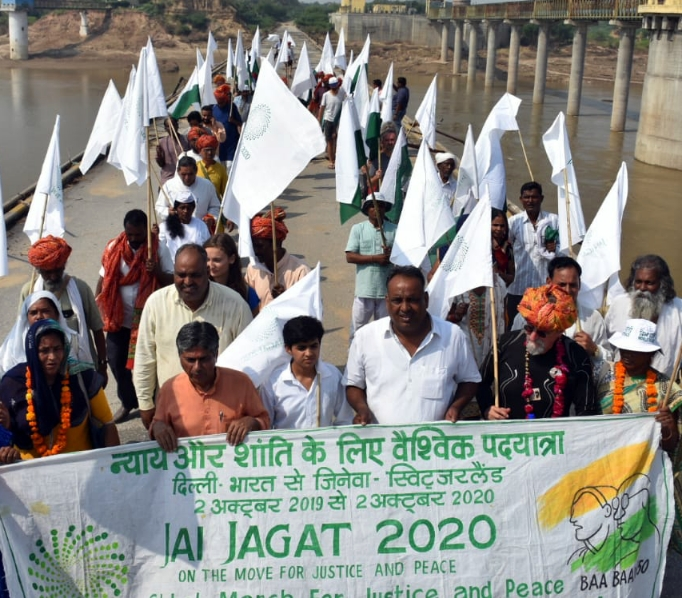
جی جگات ۲۰۲۰ هنگام عبور از رودخانه چمبل، مادیا پرادش، هند

جی جگات ۲۰۲۰ - (به انگلیسی: Jai Jagat 2020) یک کمپین بین‌المللی برای عدالت و صلح است که توسط راجاگوپال پی وی و جیل کار هاریس آغاز شده‌است.

## ساختار
اقدام اصلی، راهپیمایی از راج گات در دهلی نو به سوی مقر سازمان ملل متحد در ژنو سوئیس می‌باشد.

## تاریخچه
این برنامه در تاریخ ۲ اکتبر ۲۰۱۹ در ۱۵۰-امین سالگرد تولد مهاتما گاندی آغاز شد. حدود ۵۰ نفر از حداقل ده کشور در طول یک سال ده هزار کیلومتر را پیاده‌روی خواهند کرد. آنها در تاریخ ۲ اکتبر ۲۰۲۰ وارد ژنو خواهند شد.

## کشورهای درگیر
این پیاده‌روی از ده کشور گذر خواهد کرد: هند، ایران، ارمنستان، گرجستان، بلغارستان، صربستان، بوسنی و هرزگوین، کرواسی، ایتالیا و سوئیس. به علاوه هیئت کوچکی به پاکستان خواهند رفت.
اهداف این کمپین براساس اهداف توسعه پایدار سازمان ملل متحد، به ویژه ریشه کن کردن فقر، کاهش تبعیض، مبارزه با تغییرات آب‌وهوایی و حل و فصل کردن مناقشات به صورتی غیرخشونت آمیز می‌باشد.
این راهپیمایی در هند پس از عبور از دهلی، هاریانا، اوتارپرادش، مادیاپرادش، در تاریخ ۳۰ ژانویه سال ۲۰۲۰ به سیواگرام در ماهاراشترا رسید.
چندین راهپیمایی دیگر از بلژیک، سوئد، آلمان، فرانسه و اسپانیا به سوی ژنو رهسپار خواهند شد.